# Попова, Мария Мироновна
Мари́я Миро́новна Попо́ва (17 июня 1915, Косолапово, Уржумский уезд, Вятская губерния, Российская империя — 5 августа 1965, Йошкар-Ола, Марийская АССР, РСФСР, СССР) — марийский советский государственный и хозяйственный деятель. Стахановка колхоза «Просвет» с. Косолапово Мари-Турекского района Марийской автономной области, одна из первых трактористок-тысячниц в Марийской автономной области (1935—1951). Депутат Верховного Совета РСФСР 1-го созыва (1938—1947).

## Биография
Родилась 17 июня 1915 года в селе Косолапово ныне Мари-Турекского района Марий Эл. 
В 1935 году окончила курсы при Косолаповской МТС.
Стахановка колхоза «Просвет», одна из первых трактористок-тысячниц в Марийской автономной области: в 1936 году вспахала 1063 га при средней выработке по Косолаповской МТС 485 га!
При этом весь период своего существования Косолаповская МТС считалась лучшей в Марийской республике. 
В 1938—1947 годах избиралась депутатом Верховного Совета РСФСР 1-го созыва.
С 1951 года — продавец в г. Йошкар-Оле. 
Замужем, муж — А. Н. Любимов.
Скончалась 5 августа 1965 года в Йошкар-Оле.

## Награды
- Медаль «За доблестный труд в Великой Отечественной войне 1941—1945 гг.»